# Panulirus femoristriga
Panulirus femoristriga is een tienpotigensoort uit de familie van de Palinuridae. De wetenschappelijke naam van de soort is voor het eerst geldig gepubliceerd in 1872 door von Martens.